# Gouverneur militaire de Lyon
Ne doit pas être confondu avec le Gouverneur de Lyon, institution d'ancien régime.
Le gouverneur militaire de Lyon assure la fonction de commandant d'armes de la garnison de Lyon et représente les armées, à Lyon, auprès des hautes instances de l'État. Il commande la zone terre Sud-Est et est officier général de la zone de défense et de sécurité Sud-Est.
Le gouverneur militaire occupe depuis 1914 l'hôtel Vitta : cet hôtel particulier, construit de 1858 à 1861 par le célèbre architecte lyonnais de l'époque, Jean-Marie-Anselme Lablatinière, est située au 38, avenue Foch, dans le 6e arrondissement.

## Histoire
La Révolution française supprime la fonction de gouverneur pour le remplacer par un système qui sépare strictement le pouvoir militaire du pouvoir civil et judiciaire. En 1791, le royaume est divisé en 23 divisions militaires, sans qu'une dénomination précise ne soit prévues pour les chefs de ces structures avant 1799.
Sous la Troisième République, le général de division, gouverneur militaire de Lyon, est en même temps commandant du 14e corps d'armée.
De 1966 à 1990, le gouverneur militaire de Lyon est également commandant de la 5e région militaire. De 1990 à 2000, il est commandant de la circonscription militaire de défense de Lyon. Depuis 2000, il est commandant de la zone terre sud-est et de la zone de défense sud-est.

## Liste
- Alexandre-François-Marie Le Filleul de la Chapelle, commandant militaire de Lyon : août 1790 - 4 janvier 1791
- Jean-Charles Hallot, commandant à Lyon : 10 février 1791 - 16 mai 1792

...
- Général Boniface de Castellane: 25 avril 1850[5] au  16 septembre 1862 [6]
- Général de division Charles Bourbaki: 1871-1879
- Général de division Jean Joseph Frédéric Albert Farre: 1879
- Général de division Alphonse Lecointe: 1880-1881
- Général de division Simon Carteret-Trécourt: 1881-1885[7]
- Général de division Léopold Davout, duc d'Auerstaedt: 1885-1888
- Général de division Henry Berge: 1889-1893
- Général de division Nicolas Joseph Voisin: 1893-1895
- Général de division Charles-Jules Zédé: 1895-1902
- Général de division Henri de Lacroix: 1904-1906
- Général de division Joseph Gallieni: 1906-1908
- Général de division Virgile Robert: 1908-1911
- Général de division Pierre Courbebaisse: 1911-1913
- Général de division Paul Édouard Pouradier-Duteil: 1913-1914
- Général de division Charles Jacquemot: 1928-1929
- Général de corps d’armée Aubert Frère: 1940-1941
- Général de corps d'armée Pierre Robert de Saint-Vincent: 1941-1942
- Colonel Marcel Descour: Septembre 1944
- Général de corps d'armée Paul-André Doyen[8]: 1945-1946
- Général de corps d'armée Joseph Magnan: 1951-1954
- Général de corps d'armée Édouard Laurent: 1954-1956
- Général de corps d'armée Marcel Descour: 1956
- Général d'armée Adolphe Vézinet : 1964-1967
- Général de corps d'armée Guy Le Borgne: 1976-1980
- Général d'armée Wilfrid Boone Arbot Borsat de Laperouse: 1980-1983
- Général de corps d'armée Jean Cuq: 1983-1987
- Général de corps d'armée Jean Gossot: 1987-1989
- Général de corps d'armée Yves Bechu: 1989-1990
- Général de corps d'armée Henri Salaun: 1990-1993
- Général de corps d'armée Claude Genest: 1995-1997
- Général de corps d'armée Georges Pormenté: 1997-1999
- Général de corps d'armée Jean-Michel de Widerspach-Thor: 1999-2001
- Général de corps d'armée Gilles Barrié: 2001-2004
- Général de corps d'armée Thierry de Bouteiller: 2004-2006
- Général de corps d'armée François-Pierre Joly: 2006-2008
- Général de corps d'armée Xavier Bout de Marnhac: 2008-2010
- Général de corps d'armée André Helly: 2010-2012
- Général de corps d'armée Martial de Braquilanges: 2012-2014
- Général de corps d'armée Pierre Chavancy: 2014-2018[9]
- Général de corps d'armée Philippe Loiacono: 2018-2021[10],[11]
- Général de corps d'armée Gilles Darricau: 2021-2023[12]
- Général de corps d'armée Denis Mistral: depuis le 1er août 2023